# Zé da Velha
José Alberto Rodrigues Matos (Aracaju, 4 de abril de 1942) é um trombonista brasileiro, conhecido como um dos maiores solista de choro do Brasil.
Começou a tocar trombone aos 15 anos de idade influenciado pelo pai. Em 1958, ficou conhecido pelo pseudônimo Zé da Velha por tocar trombone de vara ao lado de Pixiguinha, Donga e João da Baiana na época do conjunto da Velha-Guarda antes da extinção do grupo. Acompanhou Jacob do Bandolim em 1965
Ao longo de sua carreira, já tocou com Paulo Moura, Beth Carvalho, Martinho da Vila, Luiz Melodia, Tim Maia e Elza Soares.